# Ketitangwetan
Ketitangwetan is een bestuurslaag in het regentschap Pati van de provincie Midden-Java, Indonesië. Ketitangwetan telt 2180 inwoners (volkstelling 2010).